# Metraria insignis
Metraria insignis är en svampart som beskrevs av Cooke & Massee ex Sacc. 1891. Metraria insignis ingår i släktet Metraria och familjen Agaricaceae.   Inga underarter finns listade i Catalogue of Life.